# Molitg-les-Bains
Molitg-les-Bains en idioma francés y oficialmente, Molig en catalán, es una localidad  y comuna francesa, situada en el departamento de Pirineos Orientales en la región de Languedoc-Rosellón y comarca histórica del Conflent.
A sus habitantes se les conoce por el gentilicio de molitjaires en francés o molitjaire, molitjaira en catalán.

## Demografía
| 206 | 229 | 164 | 180 | 185 | 207 |
| Para los censos de 1962 a 1999 la población legal corresponde a la población sin duplicidades (Fuente: INSEE [Consultar]) |     |     |     |     |     |